# Mars 1993

## Évènements
- 11 mars : Premier vol du A321 (il sera mis en service le 18 mars 1994)
- 14 mars : 
  - adoption par référendum de la première constitution d'Andorre.
  - Formule 1 : Grand Prix automobile d'Afrique du Sud.

- 21 et 28 mars : France, élections législatives. Large victoire de la Droite, amplifiée par le scrutin majoritaire, le Président François Mitterrand est contraint de « cohabiter » avec le premier ministre Édouard Balladur.

- 27 mars : Jiang Zemin devient président de la république populaire de Chine.

- 28 mars (Formule 1) : Grand Prix automobile du Brésil.

- 29 mars : France, démission du premier ministre Pierre Bérégovoy remplacé par Édouard Balladur, chef d'un gouvernement RPR-UDF.

## Naissances
- 8 mars : Mathieu Saïkaly, auteur-compositeur-interprete folk et Youtubeur
- 9 mars : Suga (Min Yoongi), rappeur, danseur et auteur-compositeur-interprète sud-coréen (membre du boy band BTS)
- 11 mars : 
  - Anthony Davis, basketteur américain.
  - Elmé de Villiers, joueuse sud-africaine de badminton.
  - Alexander Hill, rameur d'aviron australien.
  - Alexus Laird, nageuse seychelloise.
  - Noboru Shimura, footballeur japonais.
- 12 mars : Rafael Alcantara, footballeur hispano-brésilien
- 14 mars : 
  - Joshua Buatsi, boxeur britannique.
  - Bárbara Latorre, footballeuse espagnole.
- 15 mars : Paul Pogba, footballeur français.
- 16 mars : Marine Lorphelin, Miss France 2013
- 17 mars : Julia Winter, actrice britannique
- 19 mars : 
  - Maria Andrade, taekwondoïste cap-verdienne.
  - Aleksandr Kozlov, joueur de football russe († 15 juillet 2022).
- 22 mars : Mick Hazen, acteur américain.
- 25 mars :
  - Sam Johnstone, footballeur anglais.
  - Adonis Thomas, basketteur américain.
  - Phil Maton, joueur de baseball américain.
- 29 mars : 
  - Nour Abdelsalam, taekwondoïste égyptienne.
  - Thorgan Hazard, footballeur belge.
- 30 mars :
  - Anitta, chanteuse brésilienne.
  - Mino, rappeur sud-coréen.

## Décès
- 5 mars : Cyril Collard, réalisateur, acteur, compositeur et scénariste français (° 19 décembre 1957).
- 6 mars : Božidar Popović, mathématicien, astronome et espérantiste serbe (° 16 octobre 1913).
- 17 mars : Helen Hayes, actrice américaine (° 10 octobre 1900).
- 21 mars :
  - Albert Ramon, coureur cycliste belge (° 1er novembre 1920).
  - Lucy Hannah, américaine ayant été connue comme supercentenaire (° 1875 ou 1895).
- 30 mars : Andrée Joly, patineuse artistique française (° 16 septembre 1901).
- 31 mars : Brandon Lee, acteur américain (° 1er février 1965).